# 近衛一
近衛 一（このえ はじめ、1962年2月24日 - ）は、日本のバスーン（ファゴット）奏者。

## 人物・来歴
作曲家の近衛秀健の長男として西ドイツに生まれる。1963年6月に日本へ帰国。1984年、東京藝術大学音楽学部卒業。新日本フィルハーモニー交響楽団の首席バスーン奏者を経て、1988年から1990年までアムステルダムとニューヨークに留学する。1991年からオランダ放送室内管弦楽団に参加、2005年、オランダ放送室内管弦楽団正団員を経て、2013年よりオランダ放送フィルハーモニー管弦楽団首席バスーン奏者。財団法人近衛音楽研究所理事長。1992年から妻・近衛みゆきと共にオランダ在住。

### 家族・親族
祖父は指揮者の近衛秀麿で、一という名も秀麿の命名によるものだった。叔父に作曲家の水谷川忠俊、従妹にヴァイオリニストの水谷川陽子とチェリストの水谷川優子がいる。弟には大がいる。妻はフリーヴァイオリニストの市岡みゆき（生年1960-。吉祥女子高校卒 。父：市岡磐夫）。
一男一女（双子）あり。
長男の近衛剛大（たけひろ）はアムステルダム在住のヴィオラ奏者で、ミュンヘン国際音楽コンクールヴィオラ部門第3位。長女の麻由も同じくヴィオラ奏者で、レオンコロ弦楽四重奏団のメンバー。

## 系譜

### 近衞家
近衞家は、藤原忠通の子である近衞基実を始祖とし、五摂家の一つであった。

### 皇室との関係
後陽成天皇の男系14世子孫である。後陽成天皇の第四皇子で近衛家を継いだ近衛信尋の男系後裔。

詳細は皇別摂家#系図も参照のこと。